# تحديث دلتا
تحديث دلتا هو تحديث برمجي يتطلب من المستخدم تنزيل الكود أو الموارد التي تغيرت فقط، وليس كل البرنامج. وهي وسيلة تسمح بحفظ الوقت وسعة الموجة إلى حد كبير. يعود أصل المصطلح إلى أن الحرف اليوناني دلتا يستخدم للإشارة إلى التغير في علوم الرياضيات.
باستخدام تحديثات دلتا يمكن تحديث التطبيقات بسرعة وبطريقة أكثر كفاءة، مثلًا، لعبة حاسوب لسباق سيارات مساحتها 300 ميجابايت يوجد تحديث لها يضيف مسار سباق جديد مساحته 2 ميجابايت، فلا يحتاج المستخدم إلى تنزيل 302 ميجابايت، بل عليه فقط تنزيل الأجزاء الجديدة، أي 2 ميجابايت فقط.

## الاستخدامات

### لينكس
يدعم فيدورا لينكس تحديثات دلتا في الوضع الافتراضي باستخدام ملحق يم yum منذ يونيو 2009. وهذا يعتمد على نظام دلتا آر بي إم deltarpm في مدير الحزم آر بي إم (2004)، والذي كان بدوره يعتمد على bsdiff. وهذه الميزة وُرثَت إلى نظم التشغيل المشتقة من فيدورا، ومنها رد هات إنتربرايز لينكس والتنويع التابع له سينت أو إس. يستخدم OpenSUSE دلتا آر بي إم مع المدير زبر zypper. يوجد نظام أكثر بدائية باسم SUSE patchrpm والذي عمل على استبدال الملفات المغيرة.
يوجد نظام شبيه خاص بمدير الحزم dpkg-APT الخاص بتوزيعات ديبيان، ويسمى depdelta؛ والنص المصدري له لا يزال موضع تطوير وصيانة.
حاول مطورو أوبونتو، وهو سليل دبيان، تطبيق تحديثات دلتا في نظام أوبونتو. وفي 2006 حاولوا إنشاء آلية لذلك، لكن واجهتم خيارات كثيرة وتخلوا عن هذا المسعى. في 2011، حاولوا إدخال debdelta، لكنهم تخلوا أيضًا عن ذلك في مايو من نفس العام.
مدير الحزم في آرتش لينكس، pacman، كان يدعم نوعًا من تحديثات دلتا باستخدام VCdiff، لكن جرى إلغاء هذه الميزة لاحقًا بسبب عيب في تنفيذ أمر ما.

### ويندوز
دعمت تحديثات ويندوز تحديثات دلتا منذ إصدار ويندوز إكس بي بميزة سُميت express installation files. في حالة إعادة توزيع التحديثات، فقد دعمت خدمات تحديثات خادم ويندوز ميزة تحديثات دلتا منذ إصدار ويندوز سيرفر 2003.

### فري بي إس دي
يدعم فري بي إس دي ميزة تحديثات دلتا منذ نوفمبر 2005 باستخدام portsnap.